# Тилье, Клод
Клод Тилье (фр. Claude Tillier, 11 апреля 1801 года, Кламси, деп. Ньевр — 12 октября 1844 года, Невер) — французский писатель и журналист.

## Биография
Родился в городке Кламси, что в Бургундии, в многодетной бедной семье, сын слесаря. Учился на стипендию, выделенную ему родным городом, в Бурже, Суассоне и Париже. В 1821 году попал в армию и участвовал в войне с Испанией, через два года был произведён в унтер-офицеры. Литературный результат шестилетней армейской службы — дневник испанской экспедиции. Сняв военный мундир, стал преподавателем школы в Кламси. С 1831 года публиковал статьи в оппозиционной газете «L’Indépendant», которые принесли ему известность и одновременно обратили на него внимание недоброжелателей. Его называли памфлетистом, желая оскорбить, он отвечал:

«Имя, которое вы мне бросаете, я подбираю, я горжусь этим званием. Говорить правду людям — благородное ремесло».

С 1841 года Тилье редактировал газету «L`Assossiation» в Невере, а когда она вскоре перестала выходить, опубликовал серию из двадцати четырёх памфлетов, затем ещё одну — из двенадцати. Слава Тилье росла, энтузиасты называли его современным Рабле, наследником Монтеня. Смерть подстерегла писателя на подъёме, он умер от туберкулёза в 1844 году и перед этим подвёл стоический итог своей жизни:

«Был я сыном и отцом, любовником и супругом; изведал время цветов и время плодов, как говорят поэты. И ни в одном из этих положений я не был расположен радоваться тому, что нахожусь в шкуре человека, а не волка или лисицы, что не торчу в раковине устрицы, в коре дерева или в кожуре картошки».

## Творчество
Автор острых памфлетов и четырёх романов: «Бель-План и Корнелиус», «Как испугался каноник», «Как испугался капитан» и, наконец, «Мой дядя Бенжамен» (1843 год). Последний стал самым известным произведением Тилье, по нему поставлены фильмы Эдуара Молинаро «Мой дядя Бенжамен» и Георгия Данелии «Не горюй!». Несмотря на то, что действие фильма Данелия разворачивается в Грузии конца XIX века, режиссёр старался максимально точно передать дух французского литературного первоисточника. Оба фильма вышли на экран в 1969 году.
Роман «Мой дядя Бенжамен» в переводе Бенедикта Лившица с предисловием Петра Когана издан в 1930 году в Москве, акционерным издательским обществом «Огонек» в «Библиотеке романов» как приложение к журналу «Огонёк» № 22 за ноябрь.

## Отдельные издания

### На русском языке
- Клод Тиллье. Дядя мой, Веньямин. Пер.с фр. Владислава Ходасевича. — М.: Кн-о «Северные дни», 1917[3]
- Тилье Клод. Мой дядя Бенжамэн. Перевод с французского И.Б. Мандельштама. Серия: Общедоступная библиотека. Л. Книгоиздательсов Сеятель Е.В. Высоцкого. [1926]г. 192 с. Издательская обложка, Уменьшенный формат.
- Клод Тилье. Мой дядя Бенжамен. Пер. с фр. Бенедикта Лившица. Предисловие П. Когана («Библиотека романов», приложение к журналу «Огонек» № 22 (ноябрь)). — М.: Акц. изд. о-во «Огонек», 1930
- Клод Тилье. Мой дядя Бенжамен. Пер. с фр. Н. А. Коган. — М.: Художественная литература, 1937
- Клод Тилье. Мой дядя Бенжамен. пер. с фр. Бориса Егорова. — М. : Парад, 2012.

### На французском языке
- Claude Tillier. Belle-Plante et Cornélius. — Paris : Éditions d’Aujourd’hui, 1977
- Claude Tillier. Laurent Calvié (Annotateur). Comment le chanoine eut peur — Chronique nivernaise. (Collection: La Nuit / poches)

— Nuit (Les Editions de la), 2010. ISBN 978-2-917431-63-4
- Claude Tillier. Comment le capitaine eut peur. — Publisher: Saumur : L’Ecole émancipée, s.a.
- Claude Tillier. Mon oncle Benjamin. — Éditions Le Serpent à Plumes, 1996.